# Geografia Boliwii

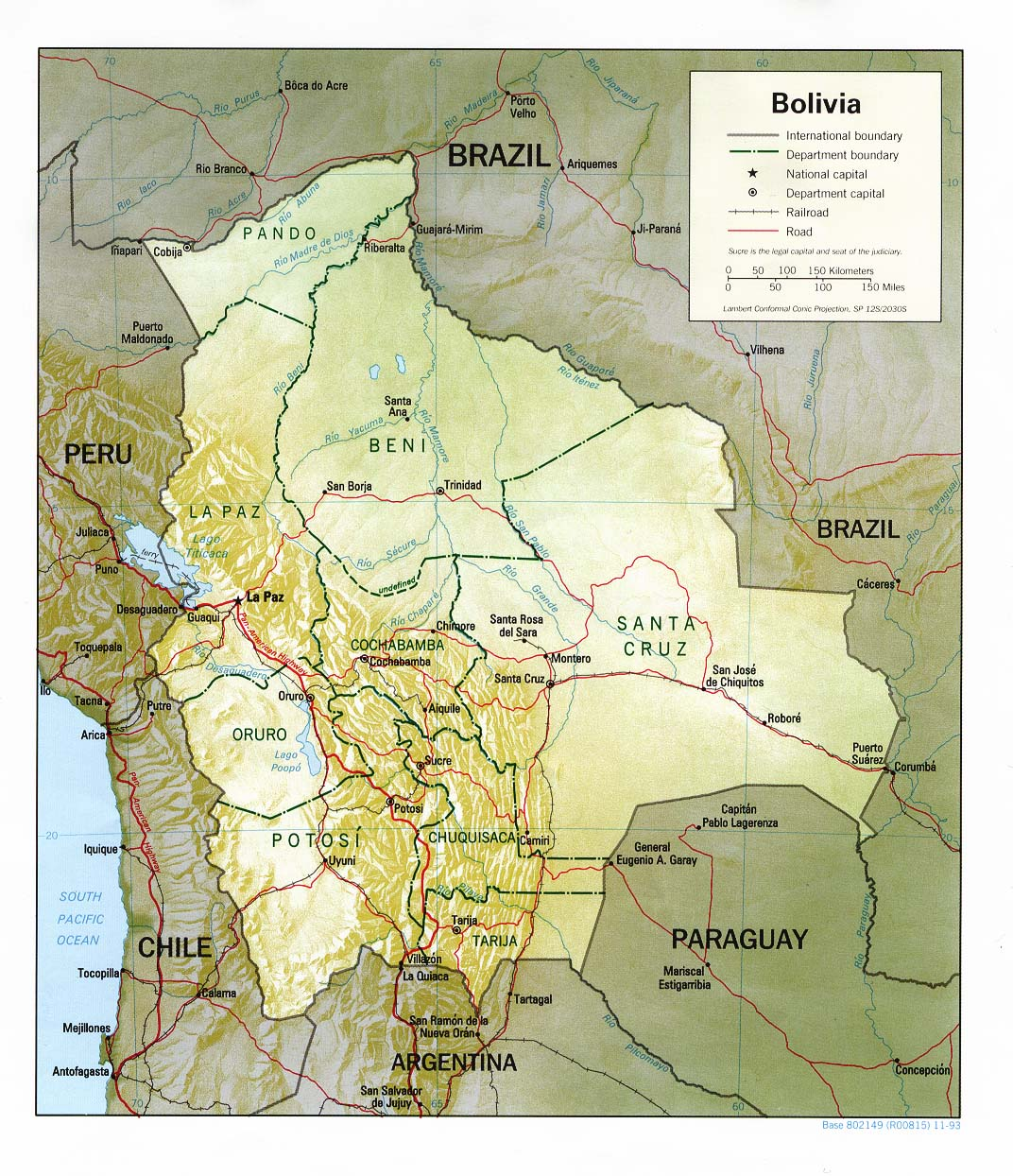
Mapa Boliwii

Boliwia jest jednym z większych państw Ameryki Południowej. Państwo to leży w środkowej części kontynentu i jest jednym z dwóch krajów Ameryki Południowej niemających dostępu do morza (drugim jest Paragwaj). Boliwia jest najwyżej położonym krajem kontynentu co do wysokości średniej, ponad połowa powierzchni kraju to wyżyny i góry. Boliwia cechuje się zwrotnikowym i w wielu miejscach suchym klimatem.

## Powierzchnia i granice
Powierzchnia – 1 098 581 km².
Skrajne punkty: północny 9°34'S, południowy 22°52'S, zachodni 69°47'W, wschodni 57°23'W. Kraj rozciąga się na przestrzeni około 1500 km z północy na południe i około 1300 km ze wschodu na zachód.
Boliwia graniczy z następującymi państwami:

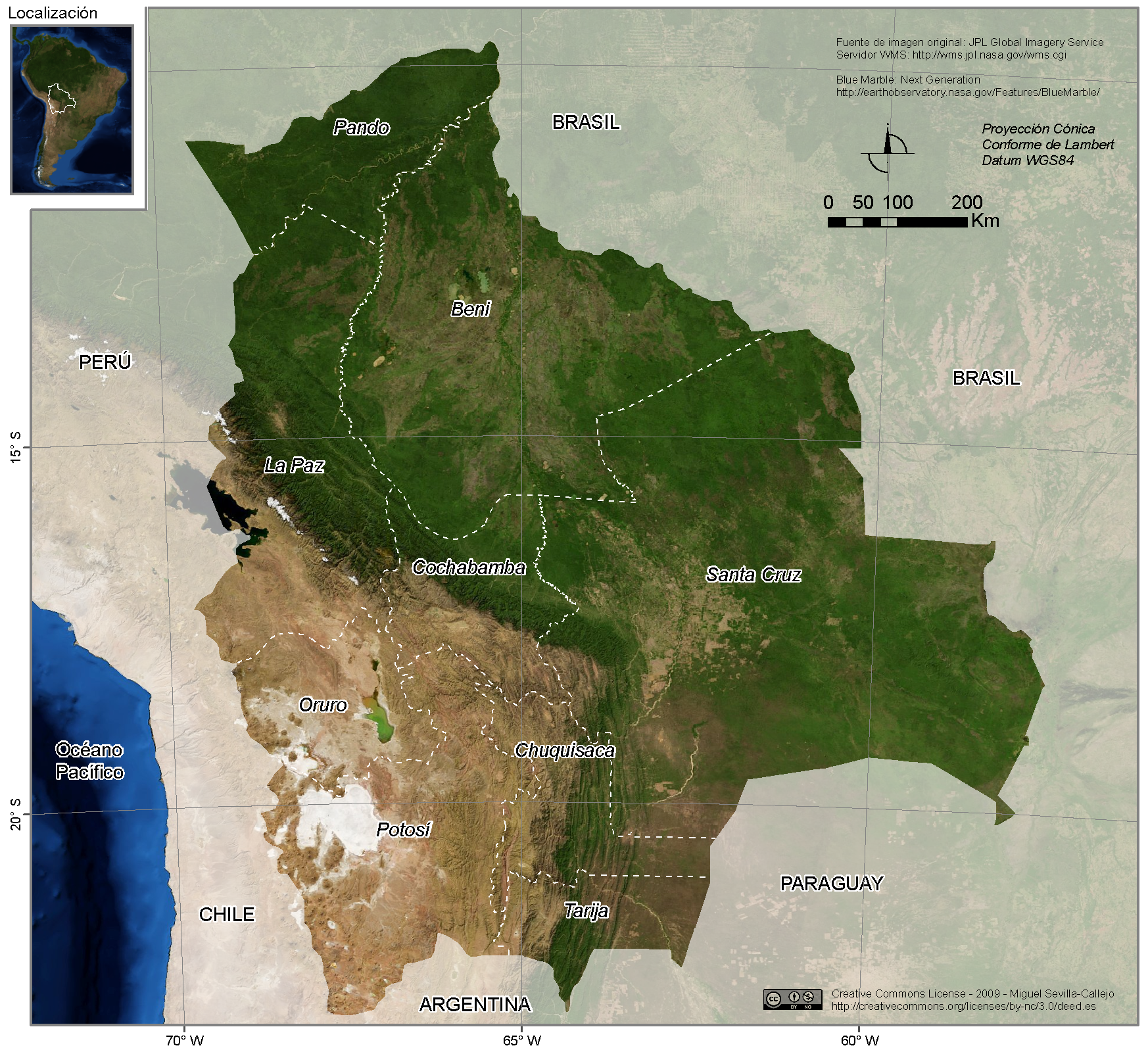
Mapa satelitarna Boliwii

- Argentyna – 724 km
- Brazylia – 3400 km
- Chile – 861 km
- Paragwaj – 750 km
- Peru – 900 km

## Budowa geologiczna i rzeźba
Na obszarze Boliwii znajdują się dwie duże jednostki tektoniczne jakimi są młode góry fałdowe – Andy i przedgórskie zapadliska na obrzeżu platformy południowoamerykańskiej. Główne łańcuchy Andów Boliwijskich tworzą masywy wulkaniczne. Na równinną część Boliwii składa się Nizina Boliwijska – równina napływowa rzek Beni, Mamoré i Guaporé – zajmująca fragment przedgórskiego zapadliska  La Plata-Orinoko wypełnionego osadami trzeciorzędowymi i czwartorzędowymi, oraz część Gran Chaco  – aluwialna równina, leżąca w obrębie tego samego zapadliska.
Boliwia składa się dwóch części są to: obszary wyżynno-górskie i obszary równinne. Zachodnią część kraju zajmują Andy Boliwijskie, które na terenie kraju osiągają największą szerokość w całej Ameryce Południowej. Szerokość zespołu pasm wynosi od 400 do 800 km. W skład Andów Boliwijskich wschodzą trzy główne pasma górskie – są to: Kordyliera Zachodnia biegnąca na granicy z Chile, z licznymi wulkanami i malowniczymi szczytami, Kordyliera Środkowa składająca się na Cordillera Central i Cordillera Real, oraz Kordyliera Wschodnia, która jest najniższym pasmem i opada ku wschodowi głęboko rozciętymi dolinami. Najwyższy szczyt kraju – Sajama wznosi się na wysokość 6520 m n.p.m. w Kordylierze Zachodniej. W Kordylierze Centralnej najwyższy szczyt Navado Illampu wznosi się na 6421 m n.p.m. Między zachodnim, a środkowym pasmem rozciągają się wysoko położone płaskowyże (Altiplano), częściowo płaskie, a miejscami faliste. Kordyliera Wschodnia osiąga maksymalnie 4051 m n.p.m.
Równinne tereny kraju to leżąca na jego północnych krańcach Nizina Boliwijska, które stanowi obszar przejściowy pomiędzy Niziną Amazonki i Niziną La Platy. Powierzchnia Niziny Boliwijskiej jest lekko falista. Na południowym wschodnie Nizina Boliwijska przechodzi w Gran Chaco. Obszary wschodnich i północno-wschodnich przedgórzy Andów to wyżynno-górski region Yungas.

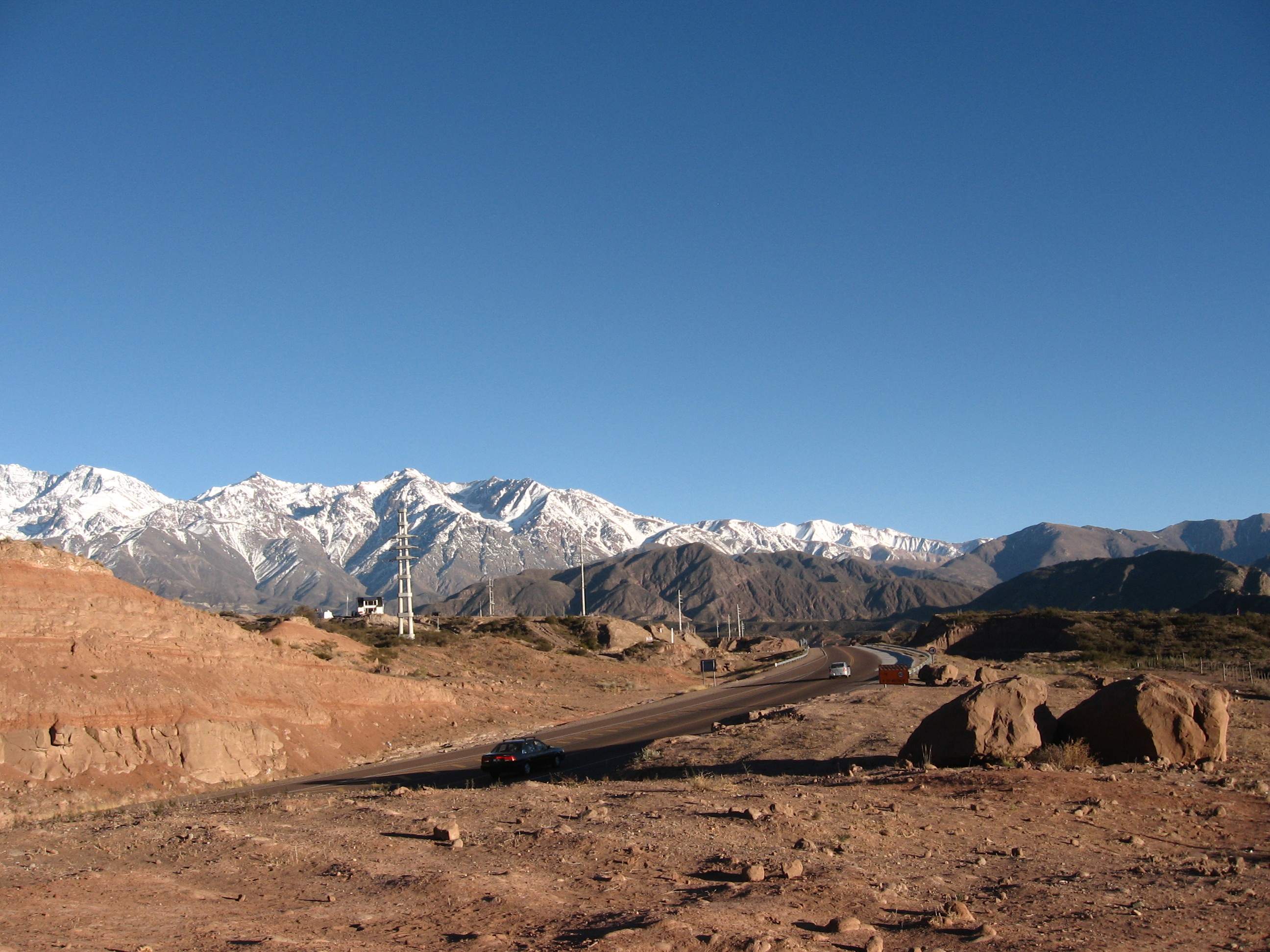
Andy Boliwijskie

## Klimat
Większość powierzchni Boliwii znajduje się pod wpływem klimatu zwrotnikowego, jedynie północne i wschodnie regiony kraju znajdują się pod wpływem klimatu podrównikowego. Ogólnie rzecz biorąc warunki klimatyczne są zróżnicowane. W Andach panuje górska odmiana klimatu zwrotnikowego. Charakterystycznym zjawiskiem w Boliwii jest wiatr surazos, który wiejąc z południa gwałtownie obniża temperaturę powietrza.
Temperatury są na ogół wysokie, jednak cechują się wysokimi amplitudami dobowymi. Tereny równinne cechują się temperaturami  od 20 °C zimą do 25 °C latem. Tereny przedgórskie Andów są chłodniejsze i średnia roczna wynosi od 16 °C do 19 °C. Wysokie amplitudy dobowe cechują Altiplano, w dzień jest gorąco, średnia wartość wynosi 25 °C, w nocy zaś panuje mróz średnio około -10 °C. Andy cechują się piętrowością klimatyczną, a co za tym idzie spadkiem temperatur wraz ze wzrostem wysokości. Najwyższe partie gór cechują się ujemnymi temperaturami przez cały rok.
Opady w Boliwii są zróżnicowane. W kraju występują regiony zarówno suche jak bardzo wilgotne. Osłonięte od wiatrów górskie płaskowyże te bardzo suche tereny gdzie w ciągu roku spada od 150 mm do 600 mm w na stokach dowietrznych. Wschodnie przedgórza Andów są wilgotne gdzie rocznie spada około 1300 mm. Najzasobniejszy w opady jest region na północnym wschodzie, będący pod wpływem równikowych mas powietrza docierających znad Amazonii. Roczny opad w tych regionach wynosi 2000 mm, a lokalnie nawet do 3000 mm. Na równinnych terenach kraju występuje zjawisko pory suchej i deszczowej.

## Wody

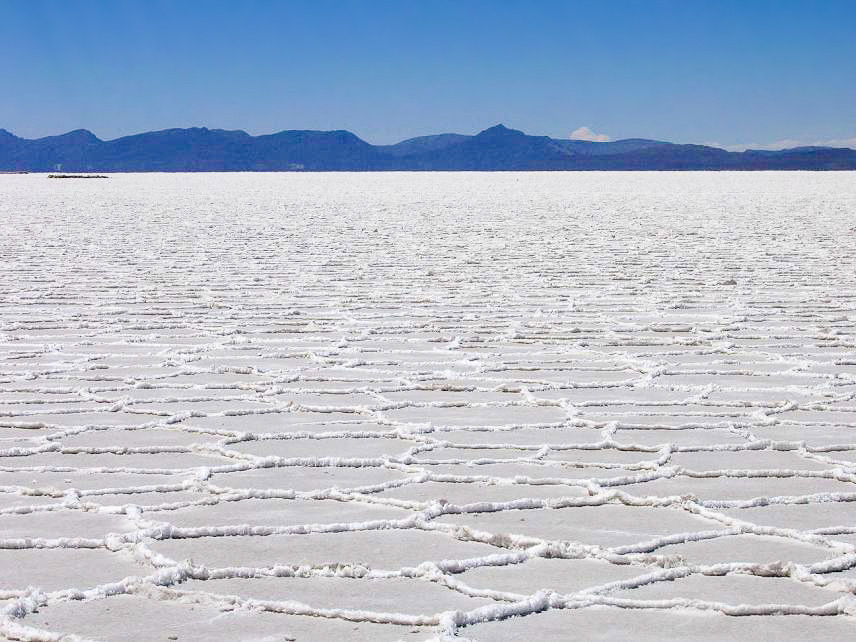
Salar de Uyuni

Większość powierzchni kraju należy do zlewiska Oceanu Atlantyckiego, jedynie obszar śródgórski, płaskowyżów Altiplano na zachodzie kraju – to region bezodpływowy. Boliwia posiada dobrze rozwiniętą sieć rzek. Gęsta sieć rzeczna obejmuje północną i wschodnią część kraju, która leży w dorzeczu Amazonki. Głównymi rzekami kraju są: Mamoré, Beni i Guaporé. Najdłuższą jest Mamoré, która liczy 1900 km. Przez Altiplano płynie tylko jedna większa rzeka – Desaguadero, długa na 297 km i wypływająca ze znajdującego się na wysokości 3812 m n.p.m. jeziora Titicaca.
Na obszarze kraju występują jeziora, które skupiają się w północnej części kraju, w obrębie dorzecza Amazonki. Największym jeziorem jest wspomniane wyżej Titicaca, leżące na granicy boliwijsko-peruwiańskiej. Całe jezioro ma powierzchnię 8100 km², jednakże jedynie jego południowo-wschodnia część leży w granicach kraju. Jezioro to ma głębokość do 304 m. Pomijając Titicaca, którego większa część leży na obszarze Peru, największy zbiornik wodny w całości leżący na terenie Boliwii to – Lago Poopó. Jezioro to o powierzchni 2530 km², leży na południowy wschód od Titicaca i jest bardzo płytkie. Jego maksymalna głębokość wynosi 3 m. W południowo-zachodniej części Altiplano znajdują się rozległe solniska z których największe to Salar de Uyuni  i Salar de Coipasa. Obszary równin boliwijskich w wielu miejscach są pokryte mokradłami.

## Gleby
Gleby Altiplano należą do gleb inicjalnych – regosoli i są słabo wykształcone. W części południowej występują sołonczaki. Gleby Niziny Boliwijskiej są ubogie, przeważają czerwonożółte gleby laterytowe, oraz ferrasole. Lokalnie występują gleby bagienne – histosole i sołonczaki.

## Flora
Szata roślinna jest zróżnicowana. Naturalną formację roślinną Andów Boliwijskich stanowią półpustynne tereny puny. Dla Altiplano charakterystyczna formacja roślinna to jalca, która jest porośnięta zbiorowiskami trawy ichu z kępami trzcinnika. Na terenach zasolonych występuje puna salada zwana też tola (tola są to porastające te tereny krzewy). Na mniejszych wysokościach w Andach rośnie górski las tropikalny, charakterystyczny dla regionu Yungas. W górskich lasach oprócz typowych charakterystycznych dla tej formacji drzew rosną drzewa chinowe i krzewy molle. Podnóże Andów porasta formacja roślinna zwana campos cerrados.
Obszary nizinne na wschodzie to miejsca gdzie występuje sawanna, która przechodzi w widny las sawannowy zwany chaco. Na północnym wschodzie kraju wzdłuż granicy z Brazylią rosną wilgotne lasy tropikalne. Lasy zajmują 51% powierzchni kraju, gdzie duża ich część to formacje przejściowe między lasem a sawanną.

## Fauna
Świat zwierząt należy do dwóch krain: chilijsko-patagońskiej i gujańsko-brazylijskiej. Charakterystycznymi zwierzętami Boliwii są lamy i alpaki, które są gatunkami udomowionymi przez człowieka. Bogata fauna obecna jest w północnych regionach lasów tropikalnych. W lasach tropikalnych Boliwii żyją jaguary, pekari i tapiry. Są gatunki o małej liczebności. Bogaty jest świat ptaków.
W Boliwii znajduje się 13 parków narodowych – najbardziej znany to Park Narodowy Sajama oraz Park Narodowy Isiboro Sécure.